# Erigone longipalpis pirini
Erigone longipalpis pirini Deltshev, 1983 è un ragno, sottospecie dell'E. longipalpis, appartenente alla famiglia Linyphiidae ed endemico della Bulgaria.

## Aspetto
L'esemplare maschio della sottospecie bulgara è lungo 2,92 mm, presenta un cefalotorace di colore marrone lungo 1,55 mm e largo 1,16 mm. Il clipeo è alto 0,27 mm. I cheliceri sono lunghi 0,82 mm. Lo sternum marrone è lungo 0,73 mm e largo 0,82 mm. L'addome grigio è lungo 1,64 mm.

L'esemplare femmina invece è lungo 2,74 mm, il cefalotorace marrone è lungo 1,28 mm e largo 0,91 mm. Il clipeo è alto 0,18 mm. I cheliceri sono lunghi 0,60 mm. Lo sternum marrone è lungo 0,66 mm e largo 0,64 mm. L'addome grigio è lungo 1,74 mm.
Gli occhi sono bel sviluppati e sono circondati da una chiazza nera. La sere di occhi posti posteriormente sono circa della stessa misura e sono separati da più di un diametro. Nella serie anteriore, gli occhi mediani distanziano circa un diametro dai laterali. I cheliceri possiedono 5 denti sulla serie esterna e 4 dentelli su quella interna.
Le zampe sono gialle, la spinulazione ed i denti sono simili alla specie madre.
La sottospecie è molto simile a quest'ultima, ma mostra alcune differenze, la più evidente è la differenza dell'estremità distale della tibia, notabile soprattutto se posta dal lato dorsale.

## Distribuzione
La sottospecie è endemica della Bulgaria; gli esemplari sono stati trovati sui monti Pirin, da cui prende l'epiteto specifico pirini.
Vive in posti umidi in prossimità di laghi.

## Tassonomia
Sono stati osservati solamente i sintipi di questa sottospecie nel 1983